# Carroll megye (Indiana)
Carroll megye az Amerikai Egyesült Államokban, azon belül Indiana államban található. Megyeszékhelye és legnagyobb városa Delphi. Lakosainak száma 20 306 fő (2020. április 1.). Carroll megye Cass, Howard, Clinton, White és Tippecanoe megyékkel határos.

## Népesség
A megye népességének változása:
| Lakosok száma | 20 161 | 20 066 | 20 131 | 20 086 | 19 856 | 20 306 |
|               | 2010   | 2011   | 2012   | 2013   | 2015   | 2020   |